# 長崎街道

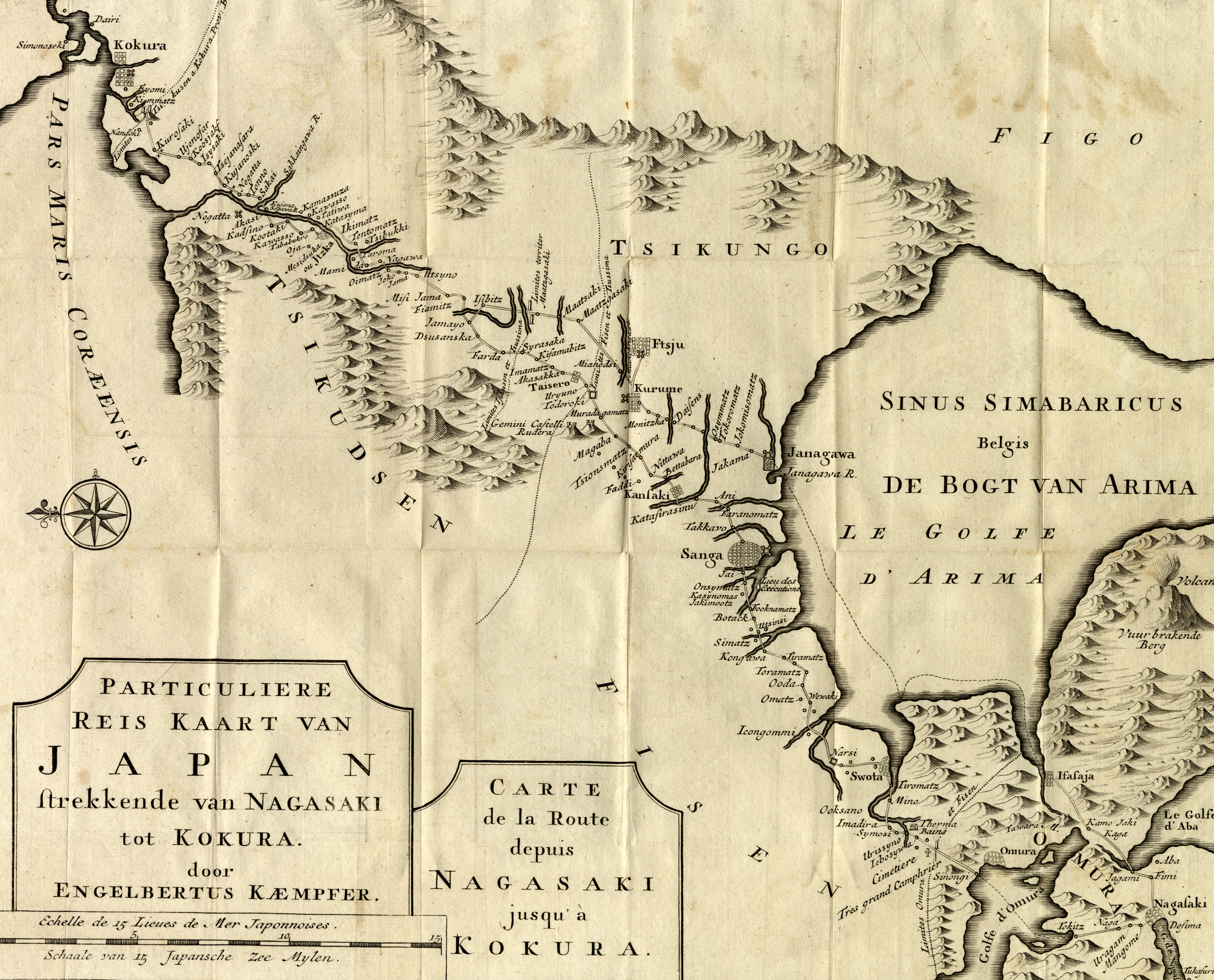
元禄頃の長崎街道 (ケンペル『日本誌』、ロンドン、1727年刊)

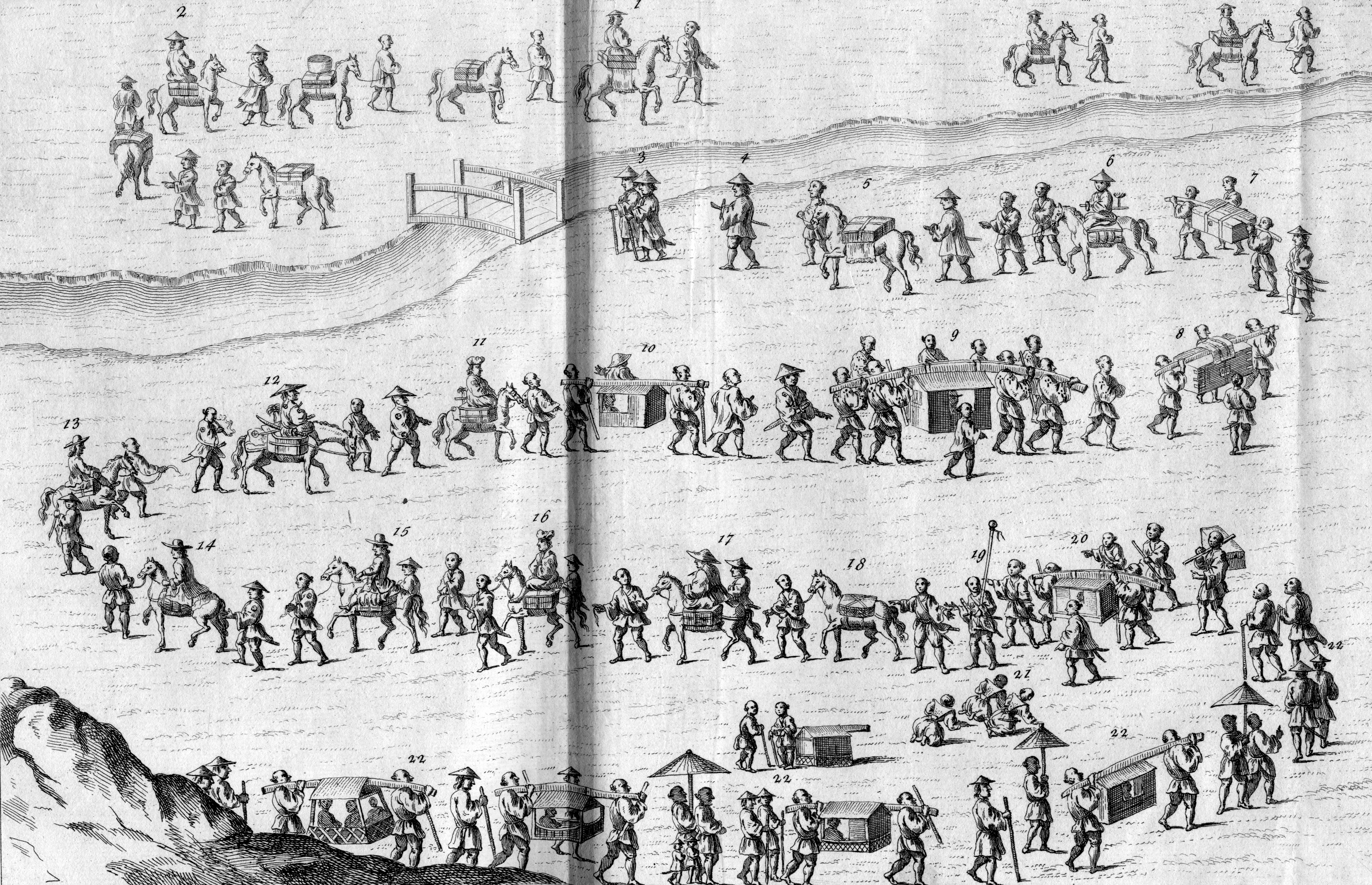
出島商館長一行 (ケンペル『日本誌』)

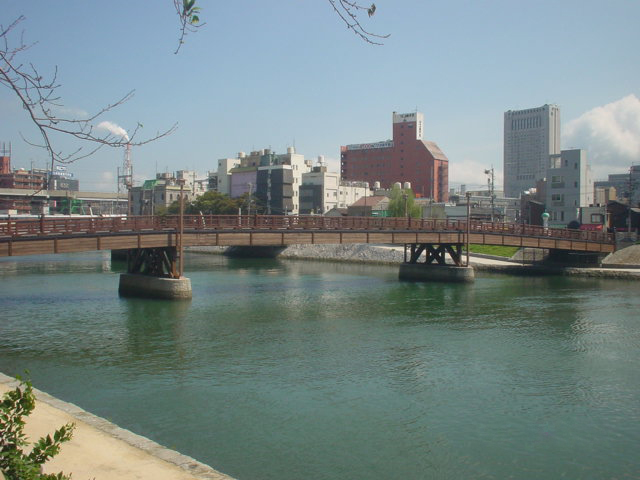
長崎街道の起点である小倉の常盤橋

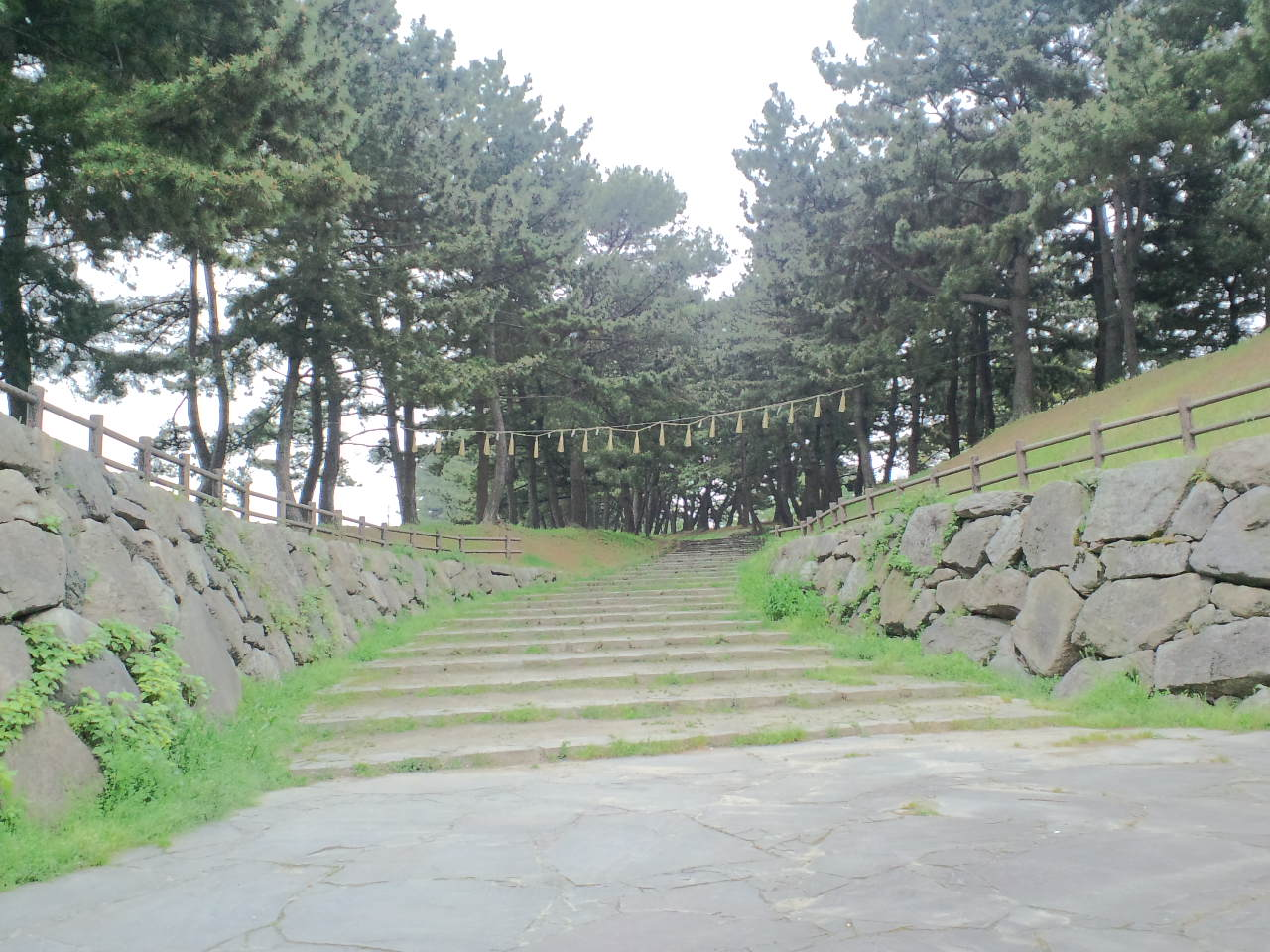
長崎街道・曲里の松並木
（北九州市八幡西区黒崎地区）

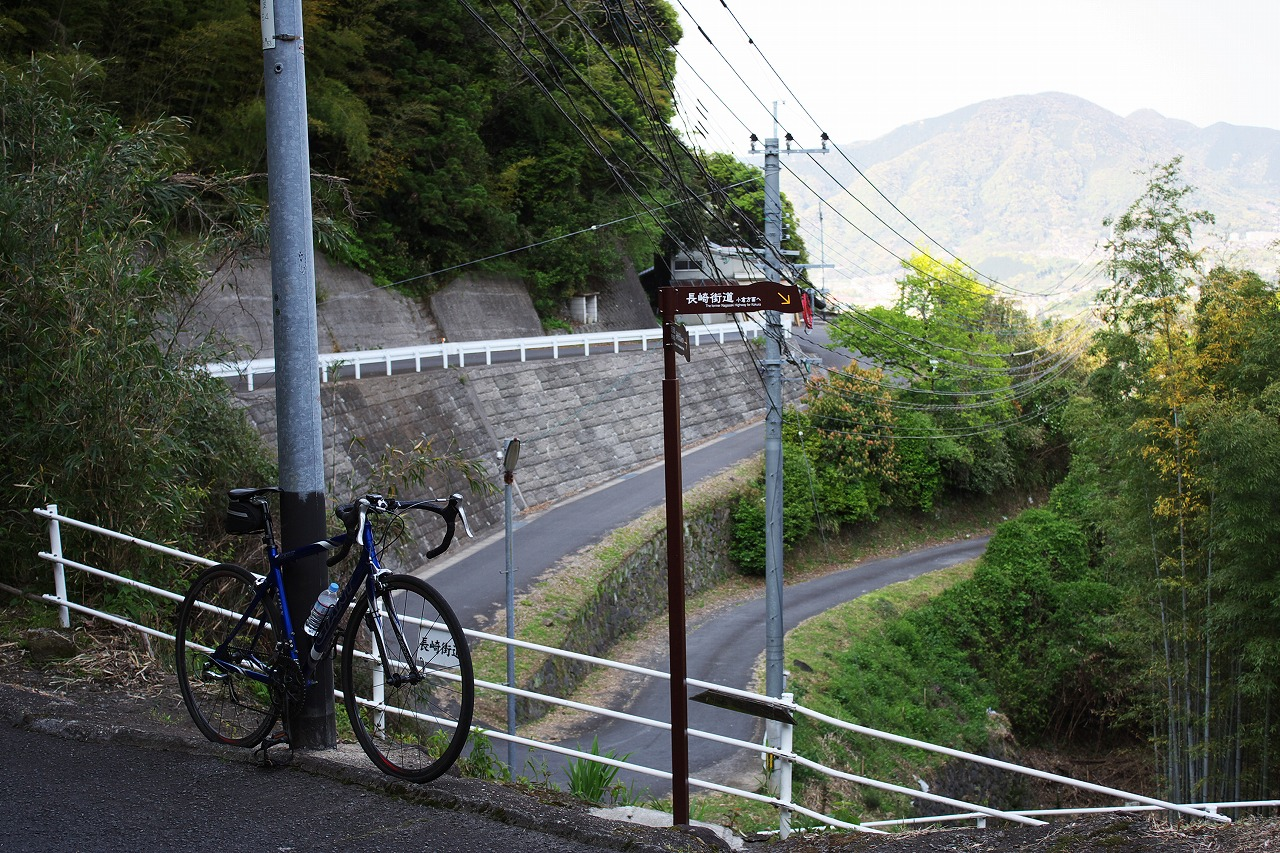
長崎県の日見峠

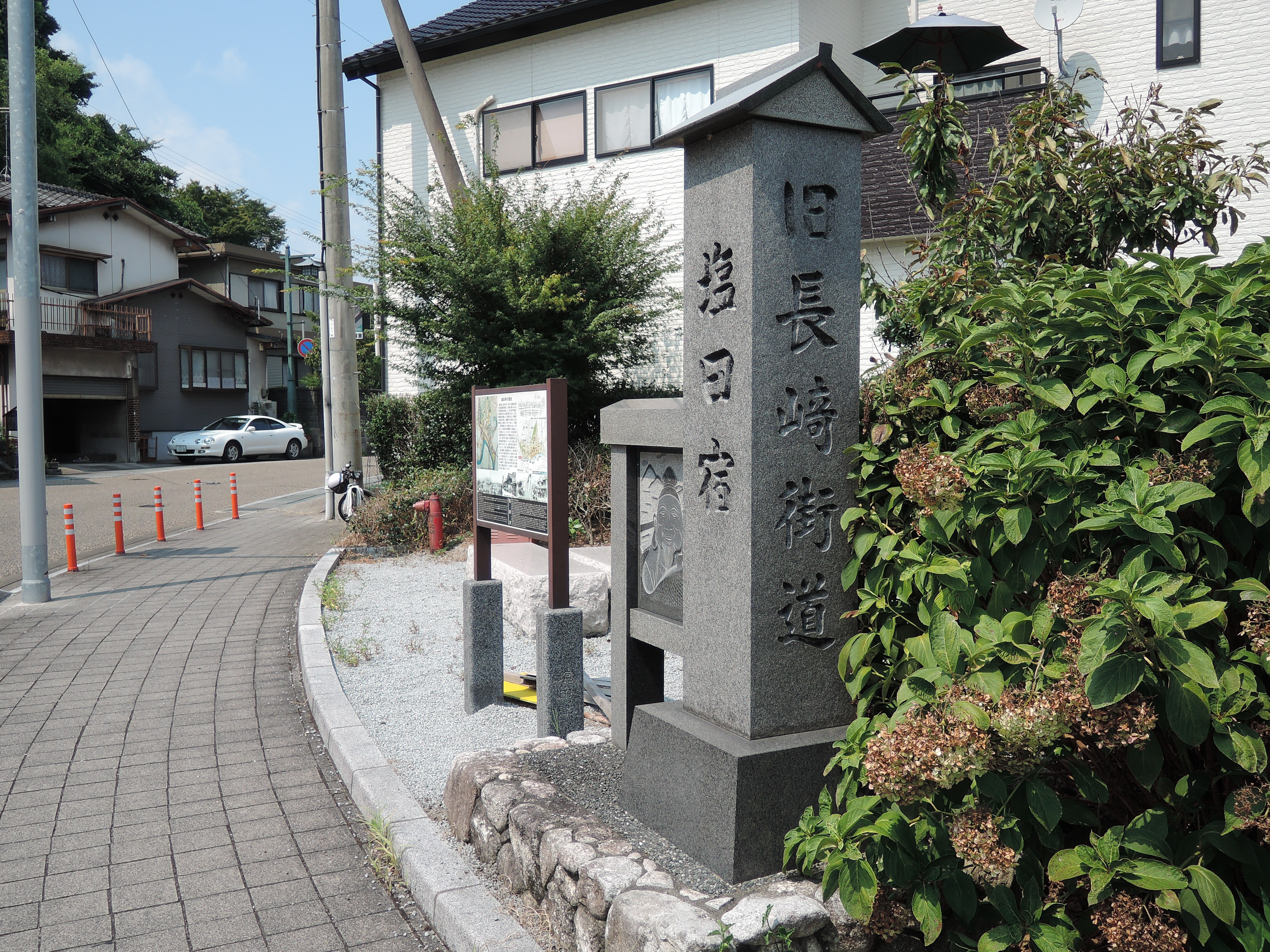
後世になり塩田宿入口に設置された碑

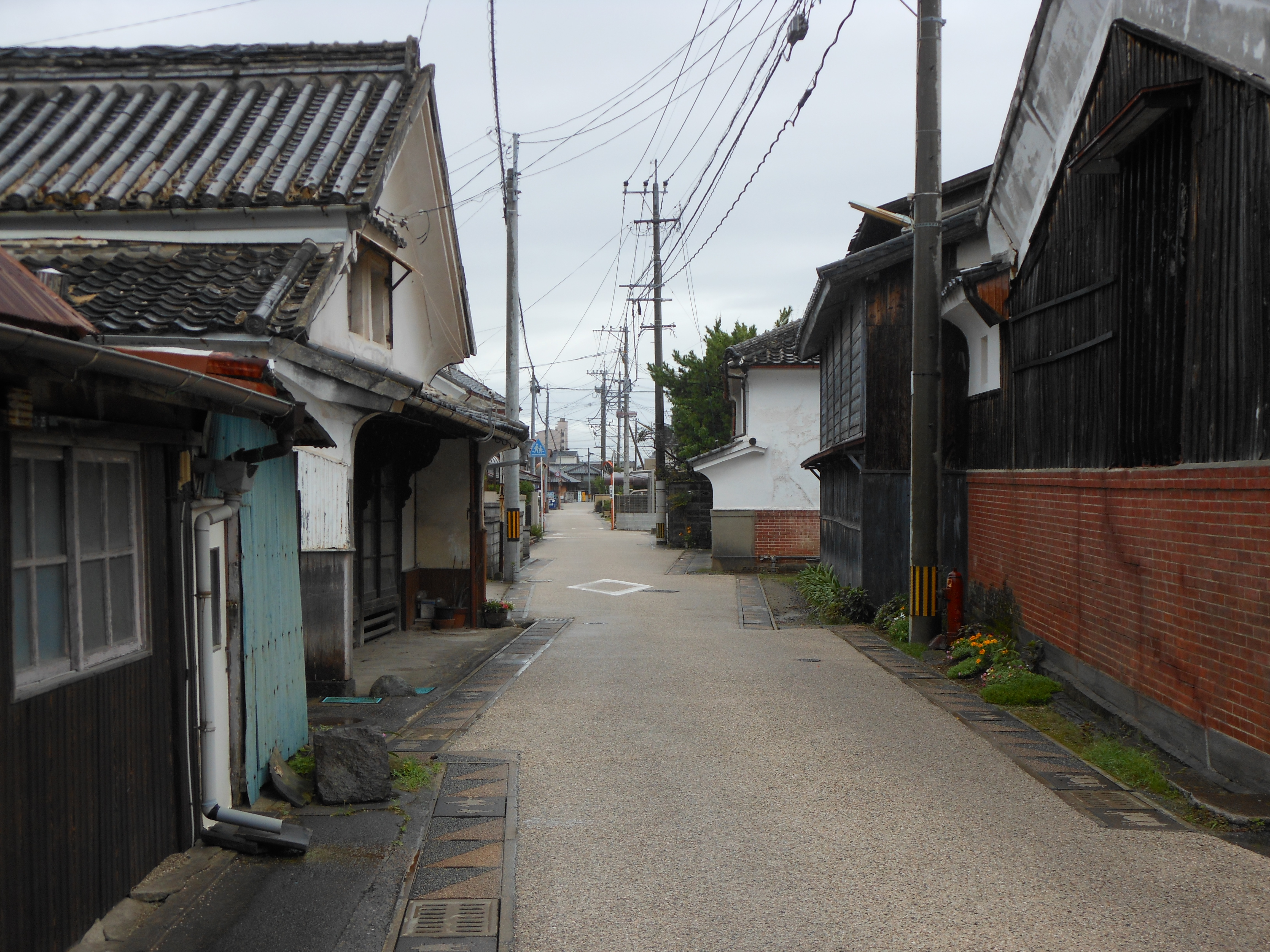
佐賀宿西側。街道はのこぎり型に細かく折れ曲がっており、わざと見通しを悪くして佐賀城下の防衛を行ったと言われている。

長崎街道（ながさきかいどう）は、江戸時代に整備された脇街道の一つで、豊前国小倉（北九州市小倉北区）の常盤橋を始点として、肥前国長崎（長崎県長崎市）に至る路線である。57里（約223.8 km）の道程で、途中に25の宿場が置かれた。
また現代においては、江戸時代の長崎街道に沿って走る国道200号や国道3号および国道34号の通称としても用いられる。

## 概要
江戸時代においては、鎖国政策の下で幕府が日本で唯一、外国との交易を行う港である長崎に通じる街道として非常に重視された。
九州諸大名の参勤交代のほか、長崎奉行や西国筋郡代の交代、さらにはオランダ人や中国人の江戸参府や交易・献上品の運搬にも用いられた。
小倉と長崎をできるだけ最短距離で結ぶため直線状に整備されたため、遠賀川沿いや佐賀平野など平坦な箇所もあるが、概して道程は険しく、最大の難所である冷水峠（飯塚市・筑紫野市間）や、最後の難所である日見峠（長崎県長崎市）のほか、現在の佐賀県と長崎県の県境である俵坂峠（佐賀県嬉野市・長崎県東彼杵町間）、当時は筑前国・筑後国・肥前国の三国の境界が接する地点で、現在も福岡県と佐賀県の境界である三国峠（筑紫野市（筑前）・小郡市（筑後）・佐賀県基山町（肥前）間）などの難所があった。
長崎街道は複数の本通りといくつかの脇道が存在していた。天明３年（1783年）の「松平肥前守領内宿駅」では「長崎江之（えの）本通」として、彼杵通、塩田通、多良通が挙げられている。
塩田通は、杵島郡の北方の手前で六角川に沿って南へと折れて塩田宿より塩田川を上り嬉野へと向かう道である。オランダ商館医ケンペルや司馬江漢の往来の記録がある。塩田宿は有明海に繋がる川港があり交通交易の結節点として重要な位置を占めていた。
彼杵通は、杵島郡北方から、当時から武雄温泉として賑わっていた塚崎宿を経由したあと嬉野宿に向かう経路で、塩田宿を迂回する。慶安２年（1649年）にはその経路が記されるが、それ以降の絵図によると脇道となっているものの、多数の往来があった。これは塩田川の度重なる氾濫により塩田通がたびたび通行不可となったため、通行記録から享保年間（1716～1736年）に塩田通から経路変更がなされたと考えられている。
多良通は、塩田宿から鹿島市を経て高来郡湯江宿を通る経路で、幕末まで佐賀藩主の長崎警護のために利用されており、佐賀藩関係者の往来が主だった。
1885年の『明治18年内務省告示第6号「國道表」』では、長崎街道がそのまま国道4号「東京より長崎港に達する路線」となった。1920年（大正9年）施行の旧道路法に基づく路線認定では、福岡市を経由して鹿児島市へ向かう国道2号「東京市より鹿児島県庁所在地に達する路線（甲）」、および国道2号から鳥栖で分岐する国道25号「東京市より長崎県庁所在地に達する路線」となり、八幡から筑紫野までの区間は国道から外された。1952年（昭和27年）の新道路法に基づく路線指定では旧国道2号が一級国道3号に、旧国道25号が一級国道34号に指定された。八幡から筑紫野までの区間は1953年（昭和28年）に二級国道200号八幡鳥栖線に指定された。
現在、北九州市（木屋瀬宿）や塩田町（塩田宿）では「長崎街道」と記した旗がPRとして並び、東彼杵町や大村市、佐賀市付近には道路沿いに道しるべの碑がいくつかある。佐賀市（佐賀宿）付近では佐賀城のすぐ北側を通り、防衛のためにぎざぎざと曲がりくねった道になっているほか、近年になって他の道路と区別して違う色の舗装がなされている。
砂糖が船運によって、経済発展していた長崎街道地域に大量に運ばれてきたため、菓子文化が他の地域と比べて発達しており、「丸ぼうろ」「カステラ」といった南蛮菓子が残っている。広義の長崎街道周辺には小城や飯塚といった菓子製造業が盛んな地域や、伝統行事に砂糖をふんだんに使う地域が多い。この事から、長崎街道は『砂糖の道』『シュガーロード』とも呼ばれ、近年日本遺産にも認定された。

## 宿場
彼杵通を通過する宿場である。括弧内は現在の地名。
- 小倉常盤橋（福岡県北九州市小倉北区室町） - 起点（また唐津街道・中津街道等の起点の１つ）

1. 黒崎宿（福岡県北九州市八幡西区黒崎）
2. 木屋瀬（こやのせ）宿（福岡県北九州市八幡西区）
3. 飯塚宿（福岡県飯塚市）
4. 内野宿（福岡県飯塚市）
5. 山家（やまえ）宿（福岡県筑紫野市） - 大宰府のある日田街道、薩摩街道に接続
6. 原田（はるだ）宿（福岡県筑紫野市）
7. 田代宿（佐賀県鳥栖市）
8. 轟木（とどろき）宿（佐賀県鳥栖市）
9. 中原（なかばる）宿（佐賀県三養基郡みやき町）
10. 神埼宿（佐賀県神埼市）
11. 境原（さかいばる）宿（佐賀県神埼市）
12. 佐賀宿（佐賀県佐賀市）
13. 牛津宿（佐賀県小城市）
14. 小田宿（佐賀県杵島郡江北町）
15. 北方宿（佐賀県武雄市）
16. 塚崎（柄崎）宿（佐賀県武雄市）
17. 嬉野宿（佐賀県嬉野市）
18. 彼杵（そのぎ）宿（長崎県東彼杵郡東彼杵町）
19. 松原宿（長崎県大村市）
20. 大村宿（長崎県大村市）
21. 永昌（えいしょう）宿（長崎県諫早市）
22. 矢上宿（長崎県長崎市）
23. 日見宿（長崎県長崎市）

- 長崎（長崎県長崎市） - 終点

黒崎から原田までは筑前国であり、これらを特に筑前六宿と呼ぶ。
塩田道を通る場合は、小田宿と嬉野宿の間、次の宿場を通過する。
1. 鳴瀬宿（佐賀県武雄市）
2. 塩田宿（佐賀県嬉野市塩田町） -　重要伝統的建造物群保存地区

## 引用
- 長崎街道弁当 - 九州駅弁（九州鉄道営業会）
- 佐賀市『砂糖文化を広めた長崎街道　～シュガーロード～』 - 日本遺産